# Сражение при Кампердауне
Сражение при Кампердауне (англ. Battle of Camperdown) — сражение между английским и голландским флотами, 11 октября 1797 года, в Северном море, у голландской деревни Кампердаун, или Кампердуин (нидерл. Camperduin) к северо-западу от Алькмаара.

## Предыстория
В течение 1797 года Дункан блокировал голландский флот, укрывшийся в портах Ден-Хелдер и Тексель. Этот флот предназначался для прикрытия запланированной высадки французских войск в Ирландии, в поддержку готовящегося восстания. Существовали и дальнейшие планы: высадить около 50 000 войск у границы Шотландии, для помощи сторонникам независимости.
Долгая стоянка в гавани подточила дух команд, и истощила погруженные припасы. Голландцы не знали, что по временам блокаду поддерживали только четыре английских корабля: остальные охватил мятеж в Норе. Но к сентябрю мятеж был подавлен, а его зачинщики были повешены, и восставшие было английские корабли вернулись к обычной службе.
Была и другая причина низкого боевого духа. Обычно исследователи упускают из виду, что незадолго до Французский революции в Нидерландах была неудачная попытка своей собственной, и сохранялась сильная республиканская партия, в том числе среди офицеров флота, включая самого де Винтера. Наоборот, среди команд оставалась популярна традиционная партия, поддерживавшая возвращение Оранского дома.
В конце сентября голландцы отказались от планов высадки. Узнав об этом, Британское Адмиралтейство приказало Дункану вернуть корабли в Ярмут для отдыха и ремонта. В свою очередь голландцы, узнав об этом, вышли в Северное море в надежде погасить недовольство команд и нападать на отдельные корабли. По другим предположениям, они собирались соединиться с французским флотом в Бресте, или решить дело с англичанами одним ударом. Но вероятнее всего, нидерландский Комитет по морским делам требовал от де Винтера какого-то жеста, рассудив что любое действие лучше бездействия.
Английский флот, предупреждённый 9 октября куттером HMS Black Joke и люггером HMS Speculator (по другим данным — наёмным куттером HMS Active), сосредоточился у Текселя и ожидал возвращения голландцев.

## Ход боя

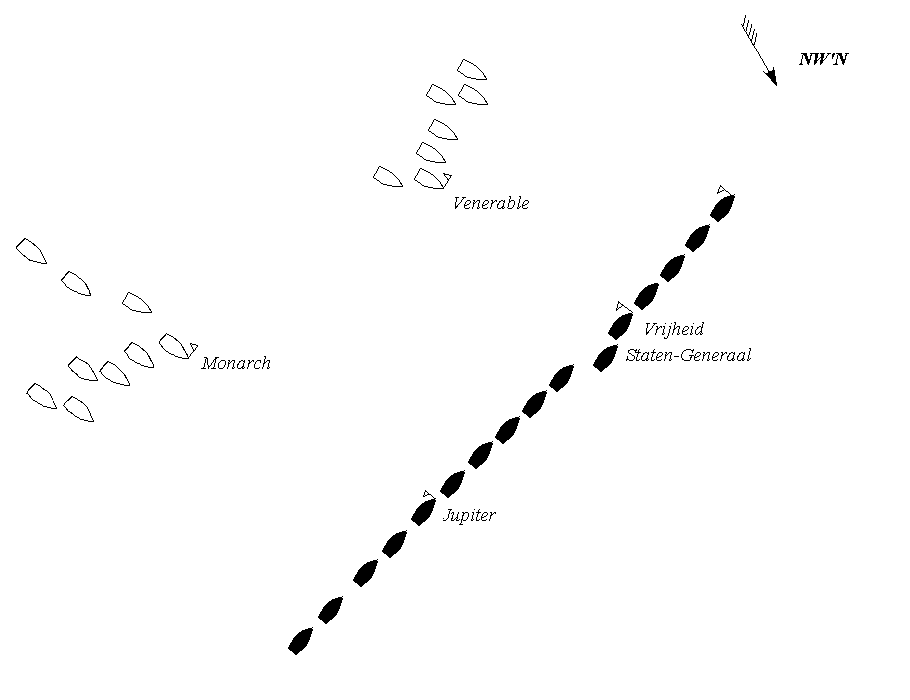
Кампердаун. Первый этап — сближение

Рано утром 11 октября посланные де Винтером в дозор Cerberus и Delft обнаружили британские корабли в строю двух колонн. Противники были примерно равны по численности. Оба флота были далеки от идеального порядка, и начали строить линию. Однако Дункан, видя что голландцы уходят в сторону мелководья (где он их преследовать не мог), в 11:30 отказался от построения, и поднял сигнал «Общая погоня», тем предоставив каждому кораблю самому выбирать цель. Его корабли шли на противника с наветра курсом SE, двумя нестройными группами, во главе с Дунканом и его вице-адмиралом Онслоу (англ. Richard Onslow), соответственно. Большинство рвались в бой, общее настроение выразил капитан HMS Belliqueux шотландец Инглис (англ. John Inglis):

К дьяволу… Руль на увал, и вперед, в свалку!
Оригинальный текст (англ.)Damn... Up wi' the hel-lem and gang into the middle o' it.

Но некоторые корабли задержались позади, как HMS Agincourt.
Де Винтер же успел выстроить линию на NE, и искусно использовал своё преимущество во фрегатах и бригах, поставив их с подветра напротив промежутков, чтобы усилить продольные залпы по наступающим британцам.
Первым в 12:40 прорезал голландскую линию Онслоу на HMS Monarch, после чего вступил в ближний бой с Jupiter. Один за другим девять его кораблей напали на пять голландских концевых, подавили их огнём и вынудили в конце концов сдаться.

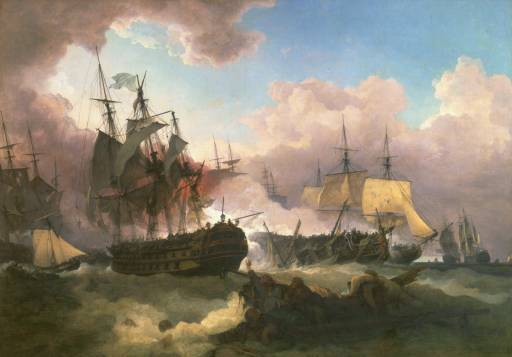
Кампердаун. Последний залп, и сдача Vrijheid. (Английский корабль ошибочно указан как HMS Venerable)

HMS Venerable Дункана нацелился в промежуток между флагманским Vrijheid и следующим Staten-Generaal. Но этот последний сократил дистанцию и закрыл разрыв. Тогда Venerable свалился ему под корму, произведя разрушительный анфиладный залп, затем привелся и атаковал с подветра Vrijheid. Вначале ещё три голландца поддержали своего адмирала, и Venerable пришлось выйти из ближнего боя. Но к этому времени подошёл большой 74-пушечный HMS Triumph, уже успевший привести к сдаче Wassenaar, и HMS Ardent (64) тоже напал на де Винтера (Ardent понес больше всех потерь среди британцев). Последним присоединился HMS Director Уильяма Блая, он и дал последний залп по Vrijheid. Капитан Блай хорошо показал себя в этом бою, хотя в историю вошёл в основном благодаря мятежу на «Баунти».
Наконец побитый, лишившийся мачт и окруженный Vrijheid был вынужден спустить флаг. К этому времени уцелевшие голландские корабли, видя явную победу англичан, бросили флагмана и бежали, укрывшись в Текселе. Английские корабли были слишком повреждены для преследования.

## Концовка боя

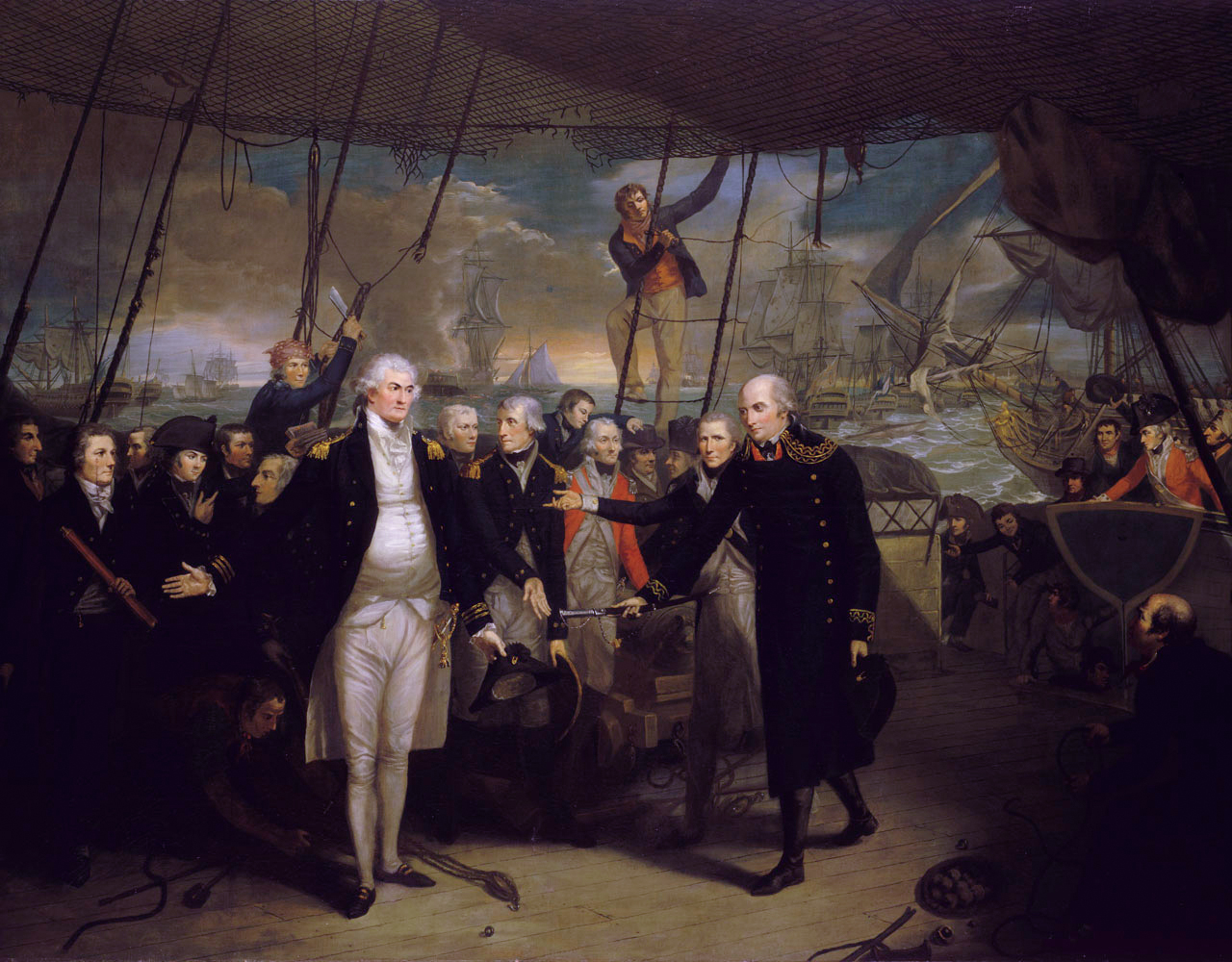
Дункан принимает капитуляцию де Винтера

Бой распался на ряд дуэлей и небольших групп. Хватало драматических эпизодов. Так, Hercules загорелся и, хотя огонь удалось потушить, должен был выбросить весь порох за борт. Беззащитный корабль в итоге сдался.
Когда адмиральский флаг Venerable был сбит, молодой матрос Джон Кроуфорд (англ. John Crowford) вернул его на место и прибил к мачте. Этот случай дал начало живучей легенде.
На шканцах Venerable де Винтер в знак сдачи предложил Дункану свою шпагу. Но Дункан отказался её принять, и вместо этого пожал сопернику руку. После этого Де Винтер заметил: «Просто чудо, как адмирал Дункан и я, оба гигантского роста, избежали даже царапин посреди всеобщей резни». (О Дункане сообщали, что он был шесть футов и два дюйма ростом — 188 см).

## Итоги и последствия

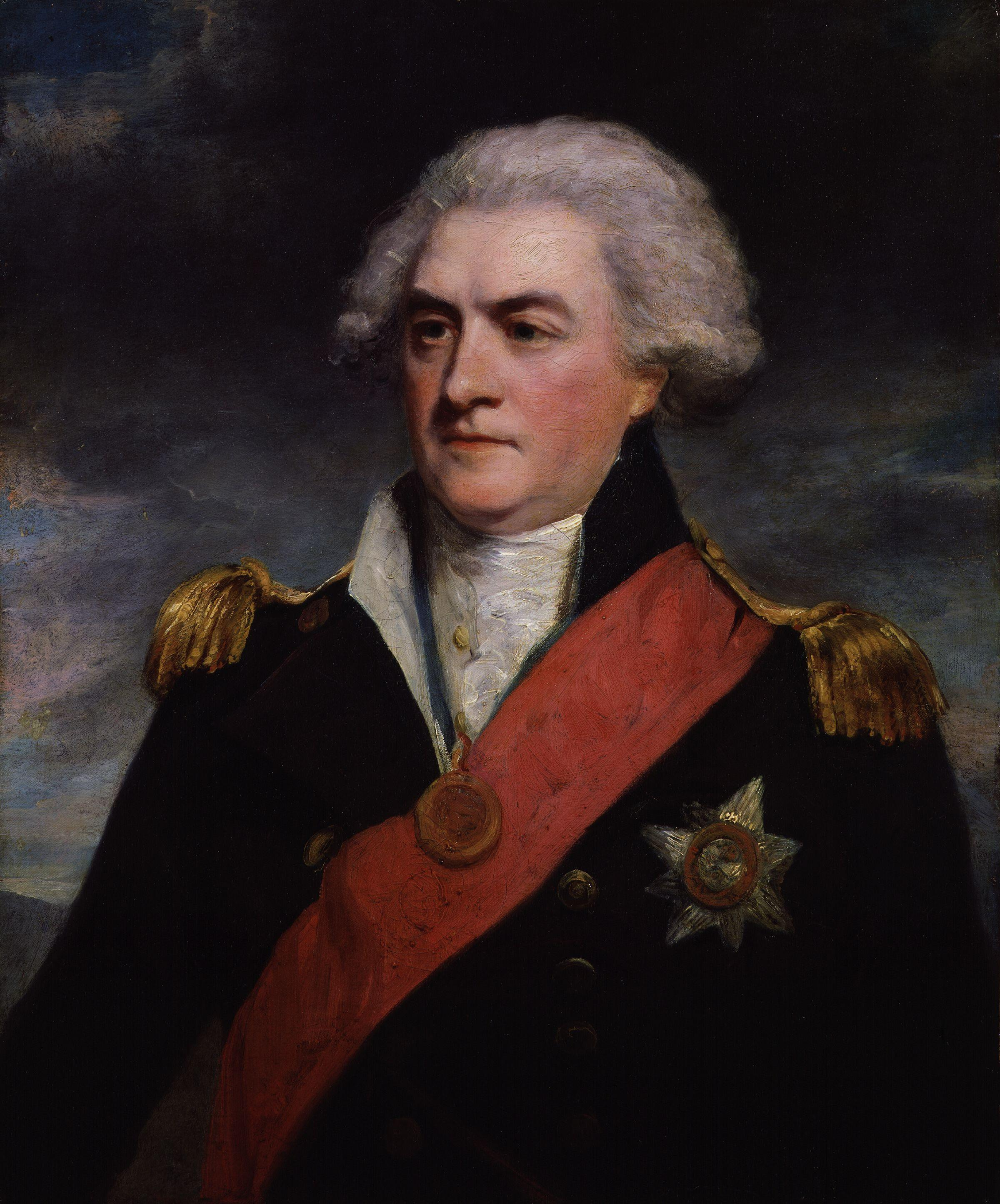
Адмирал Адам Дункан

Хотя противники были примерно равны по числу кораблей, британцы имели преимущество в калибре пушек и размерах, а значит прочности. Очень заметно, что голландцы целились в корпус: британские корабли получили большие повреждения, при этом рангоут и такелаж почти не пострадали. Голландские были побиты ещё больше и остались к тому же без мачт, а те что сохранили их, потеряли вскоре после. Это, видимо, говорит о более высокой артиллерийской выучке английских команд. Но не следует забывать и преимущество в артиллерии. Перевес голландцев в лёгких кораблях компенсировать его не смог.
По упорству и твердости бой ничем не уступал сражениям Англо-голландских войн. По уровню потерь он оказался необычно кровавым: 193 убитых, 622 раненых с английской стороны, 520 и 952 с голландской (по другим данным, 244 и 796, и 540 и 620, соответственно). Подобное число убитых и раненых было типично для флотов втрое больше.
Из 11 взятых голландских кораблей один фрегат (по другим данным два) сел на мель, снялся и был отбит голландцами, один двухдечный потерпел крушение, а другой затонул при буксировке.
Тактически решение Дункана атаковать двумя колоннами с ходу предвосхитило сходный замысел Нельсона при Трафальгаре. Позже де Винтер признался Дункану: «Ваше решение не строить линию меня и прикончило». Но по четкости исполнения нельсоновские капитаны оказались далеко впереди. Так, на этапе сближения Дункан за 3 часа сделал 30 сигналов, включая минимум 1 ошибочный, то есть в среднем по сигналу каждые 6 минут. Для сравнения, при Уэссане было поднято 19 сигналов за 8½ часов.
Стратегически, французская экспедиция в Ирландию отложилась до следующего года. К этому времени восстание было в основном уже подавлено. Кампердаун стал последним морским сражением между Великобританией и Нидерландами. Для Нидерландов он означал и окончательный её уход из числа великих держав.
В Англии результаты сражения нашли широкий отклик, — мнение публики о недавно мятежном флоте снова поднялось. В Лондоне состоялась процессия в честь победы. Поступок Джона Кроуфорда стал легендарным, а выражение «прибить флаг к мачте» со временем превратилось в синоним решимости сражаться до конца. Сам Кроуфорд удостоился королевской аудиенции, а затем правительственной пенсии в £30 годовых и серебряной медали от граждан Сандерленда.
Адмирал Дункан был принят как герой, но дал понять, что откажется от любых почестей за этот бой. Дело в том, что он был переведен на свой пост с другого командования: Адмиралтейство сочло, что он не показал соответствия должности. Свой перевод на эскадру Северного моря, традиционно сиротскую во всем, он рассматривал как незаслуженное понижение. Доказав победой, что мнение лордов несправедливо, он отвергал награды в знак протеста. Но удовлетворив таким образом свою гордость, он принял жалованный титул виконта и позже Большую золотую медаль флота и пенсию £3000 годовых, наследуемую в двух поколениях. Кроме того, его наградили привилегией свободного входа в Лондон и Данди.
Капитан отставшего Agincourt попал под военно-полевой суд «за неспособность командовать в бою».

## Кампердаун в искусстве

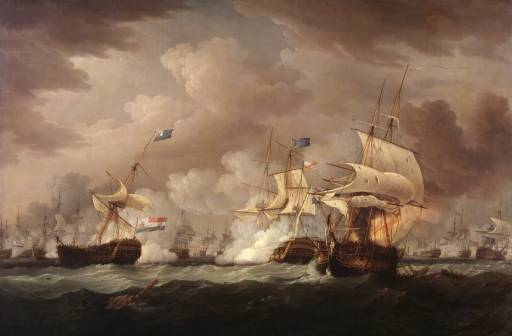
Кампердаун. Томас Уайткомб, 1798

Художники как в Англии, так и в Голландии, увековечили сражение множеством картин и гравюр. Среди них Томас Уайткомб, Николас Покок, Эдмонд Орн, Джон Эдвард Хиггинс, Томас Луни, Самуэль Оуэн, Жак де Лутербург, Геррит Гроневенген.
Подвиг Кроуфорда был запечатлен отдельно, а фраза «прибить флаг к мачте» долгое время считалась прямо связанной с ним. Позднейшие исследования утверждают, что её пустил в оборот в 1808 году Вальтер Скотт, в поэме «Мармион», посвященной другой битве.
Чешский композитор Ян Ладислав Дусик сочинил в честь сражения необычную камерную пьесу: для фортепиано, скрипки, виолончели и ударных.

## Память
Несколько населённых пунктов и местностей в Великобритании и бывших колониях называются «Кампердаун» в честь сражения.
- Кампердаун — район Данди, Шотландия
- Кампердаун — предместье Сиднея, Новый Южный Уэльс
- Кампердаун — населённый пункт в 194 км к юго-западу от Мельбурна, Виктория
- Кампердаун — населённый пункт в Южной Африке

Четыре корабля Королевского флота, начиная со взятого в сражении Jupiter, носили название HMS Camperdown.

## Силы сторон
| Великобритания                    | Великобритания                                      | Голландия                       | Голландия                        |                                                 |
| Линия баталии (примерный порядок) | Линия баталии (примерный порядок)                   | Линия баталии (боевой порядок)  | Линия баталии (боевой порядок)   |                                                 |
| Корабль                           | Командир                                            | Корабль                         | Командир                         | Примечания                                      |
| Первая группа                     | Первая группа                                       | Первая группа                   | Первая группа                    |                                                 |
| --------------------------------- | --------------------------------------------------- | ------------------------------- | -------------------------------- | ----------------------------------------------- |
| Lancaster, (64)                   | капитан John Wells                                  | Gelijkheid, (64/68)             |                                  | Сдался Belliqueux и Lancaster в 3:10            |
| Isis, (50)                        | капитан William Mitchell                            | Beschermer, (50/56)             |                                  |                                                 |
| Belliqueux, (64)                  | капитан John Inglis                                 | Hercules, (64) (Musquetier?)    |                                  | Загорелся, захвачен                             |
| Bedford, (74)                     | капитан Thomas Byard                                | Admiraal De Vries, (64/68)      | Tjerk Hiddes                     | Сдался Isis в 3:00                              |
| Ardent, (64)                      | капитан Richard Burges                              | Vrijheid, (74) (флагман)        | адмирал де Винтер                | Захвачен в 3:15                                 |
| Venerable, (74) (флагман)         | адмирал Адам Дункан, капитан William Fairfax        | Staten-Generaal, (74)           | Story                            |                                                 |
| Triumph, (74)                     | капитан William Essington                           | Wassenaar, (64)                 |                                  | Сдался Powerful и Veteran в 2:00                |
| Circe, (28) (фрегат)              | капитан Peter Halkett                               | Batavier, (50/56)               |                                  |                                                 |
| Вторая группа                     |                                                     |                                 |                                  |                                                 |
| Beaulieu, (40) (фрегат)           | капитан Francis Fayerman                            | Brutus, (74)                    | контр-адмирал Bloys van Treslong |                                                 |
| Agincourt, (64)                   | капитан John Williamson                             | Leyden, (64/68)                 |                                  |                                                 |
| Adamant, (50)                     | капитан William Hotham                              | Mars, (44)                      |                                  |                                                 |
| Veteran, (64)                     | капитан George Gregory                              | Cerberus (64/68)                |                                  |                                                 |
| Monarch, (74)                     | вице-адмирал Richard Onslow, капитан Edward O’Brien | Jupiter (74/72)                 | вице-адмрал Reyntjes             | Сдался Russell (?) в 1:45                       |
| Powerful, (74)                    | капитан William Drury                               | Monnikendam (40/44)             |                                  | Захвачен в 2:00, разбился                       |
| Director, (64)                    | капитан Уильям Блай                                 | Haarlem (64/68)                 |                                  | Сдался Adamant в 1:15                           |
| Monmouth, (64)                    | капитан James Walker                                | Alkmaar, (50/56/52)?            |                                  | Захвачен в 2:30                                 |
| Russell, (74)                     | капитан Henry Trollope                              | Delft (50/54/60)                | Verdooren van Aspergen           | Захвачен в 2:15, затонул в 2:30 утра 15 октября |
| Montagu, (74)                     | капитан John Knight                                 |                                 |                                  |                                                 |
| Прочие (вне линии)                |                                                     |                                 |                                  |                                                 |
| Martin, (16) (шлюп)               | коммандер Charles Paget                             | Embuscade, (32) (фрегат)        |                                  | Захвачен, сел на мель, позже отбит              |
| Rose, (10) (куттер)               | лейтенант Joseph Brodie                             | Heldin, (32) (фрегат)           |                                  |                                                 |
| King George, (12) (куттер)        | лейтенант James Rains                               | Minerva, (24) (корвет)          |                                  |                                                 |
| Active, (12) (куттер)             | лейтенант J. Hamilton                               | Waakzaamheid, (24) (корвет)     |                                  |                                                 |
| Diligent, (12) (куттер)           | лейтенант T. Dawson                                 | Ajax, (18) (бриг)               |                                  |                                                 |
| Speculator, (8) (люггер)          | лейтенант H. Hales                                  | Atalanta, (18) (бриг)           |                                  |                                                 |
|                                   |                                                     | Daphne, (18) (бриг)             |                                  |                                                 |
|                                   |                                                     | Galathée, (18) (бриг)           |                                  |                                                 |
|                                   |                                                     | Haasje, (6) (посыльное судно ?) |                                  |                                                 |
|                                   |                                                     | ? (посыльное судно)             |                                  |                                                 |